# 三胡乡
三胡乡，是中华人民共和国湖北省恩施土家族苗族自治州来凤县下辖的一个乡镇级行政单位。

## 行政区划
三胡乡下辖以下地区：
社区、金桥村、三堡村、狮子村、石桥村、官坟村、梨园村、苗寨沟村、猴栗堡村、讨火车村、黄柏村、阳河村、六正村、范家村、安子村和金龙村。

## 中国传统村落
2013年8月，黄柏村下黄柏园被评为第二批中国传统村落。